# Selca (Slovenië)
Selca is een plaats in Slovenië en maakt deel uit van de gemeente Železniki in de NUTS-3-regio Gorenjska. De plaats telde 688 inwoners op 1 januari 2020.

## Geboren
- Blaža Klemenčič (1980), Sloveens mountainbikester